# Логроньес
«Логроньес»(исп. CD Logroñés) — бывший испанский футбольный клуб из города Логроньо, в провинции и автономном сообществе Риоха.

## История
Клуб был основан 30 мая 1940 года вместо CD Logroño, распавшегося из-за Гражданской войны. До 1987 года команда выступала в Сегунде и Сегунда B. В сезоне 1987/88 дебютировал в Примере, где непрерывно выступал до своего вылета в сезоне 1994/95 с наименьшим в истории лиги числом побед (2) и забитых мячей (15). Через год клуб вернулся в элиту, проведя в ней свой последний сезон. С 2000 года клуб начал испытывать финансовые проблемы, из-за которых трижды понижался в классе. 4 января 2009 года «Логроньес» провёл свой последний матч, в котором на поле вышли только 9 футболистов в знак протеста против задержки зарплаты. Летом 2009 года был основан новый клуб «СД Логроньес», ставший преемником старого.

## Сезоны по дивизионам
- Примера — 9 сезонов
- Сегунда — 18 сезонов
- Сегунда Б — 11 сезонов
- Терсера — 29 сезонов